# طبقه فرادست
طبقهٔ بالا یا طبقه فرادست یک طبقه اجتماعی است، برخی از افراد و خانواده‌ها را در برمی‌گیرد که مالک دارایی‌های بیش‌تری نسبت به سایر طبقات هستند.اعضای طبقه بالا در سطوح بالای قدرت حضور دارند و نفوذ آن‌ها از کنترل مستقیم بر سرمایه صنعتی و مالی، و تا حدی از دسترسی‌شان به مواضع فرمان‌دهی در حوزه‌های سیاسی، آموزشی، فرهنگی و اجتماعی سرچشمه می‌گیرد. وراثت معمولاً از راه‌های اصلی ثروتمندشدن یا ثروتمند ماندن است. هرچند در بعضی جوامع مانند ایالات متحده آمریکا؛وراثت برای عضویت در طبقه بالا چندان نقشی ندارد.